# Geonoma maxima
Geonoma maxima là loài thực vật có hoa thuộc họ Arecaceae. Loài này được (Poit.) Kunth mô tả khoa học đầu tiên năm 1841.